# Fondation Pierre Gianadda
De Fondation Pierre Gianadda is een complex met een groot particulier museum in de stad Martigny in Zwitserland. Het museum werd in 1978 geopend. Het complex bestaat uit het museum, een beeldentuin en een dependance.

## Geschiedenis
Léonard Gianadda, ingenieur, journalist, kunstenaar en een internationaal gerespecteerde kunstsponsor, vond in 1976 precies op het terrein waar hij een huis wilde laten bouwen de archeologische resten van een romeinse tempel. Zijn broer Pierre kwam in hetzelfde jaar, op slechts vijfentwintigjarige leeftijd, bij een vliegtuigongeluk om het leven en Léonard besloot ter herinnering aan Pierre de Fondation op te richten en naar zijn broer te vernoemen.
Precies op de plaats waar de tempelresten zijn opgegraven, liet Léonard Gianadda naar eigen ontwerp de betonbouw van het moderne museum neerzetten. Er is veel in de omgeving van de Fondation, dat aan de Romeinse tijd doet denken: de funderingen liggen er van huizen uit die tijd, een amfitheater, dat ook in 1978 grondig is gerestaureerd en een stuk weg. Binnen het complex liggen de funderingen met de oude vloeren uit de Romeinse tijd.

## Het museum
Zeker twee keer per jaar, organiseert de Fondation een tentoonstelling met werken uit privé-collecties en musea van over de hele wereld, die het publiek in staat stelt kennis te maken met zelden in het openbaar getoonde meesterwerken, waarbij van iedere tentoonstelling altijd een fraaie catalogus wordt gepubliceerd. Meestal zijn dit tentoonstellingen van kunstschilders, maar in het voorjaar van 2014 was er bijvoorbeeld een tentoonstelling, die van het British Museum was geleend, over de beschaving van het oude Griekenland. Deze wisselende tentoonstellingen zijn de focus van het museum.
Op het ogenblik is er een tentoonstelling van het werk van Toulouse-Lautrec.
Er zijn tentoonstellingen geweest van onder andere de schilders Picasso, Chagall, Morisot, Bonnard, Gauguin  en Manet.
In het museumgebouw zelf zijn er nog drie permanente tentoonstellingen: één met oude vondsten uit Martigny, vooral uit de Romeinse tijd, een tentoonstelling van oude auto's en een fototentoonstelling, de collectie van Louis en Evelyn Franck.
Achter het museum, in de beeldentuin, ligt een dependance. Daar is een vaste tentoonstelling over Leonardo da Vinci. De tentoongestelde voorwerpen, die naar de ideeën van da Vinci zijn gemaakt, maar de dependance zelf ook voor het grootste deel, zijn van hout.

## De beeldentuin

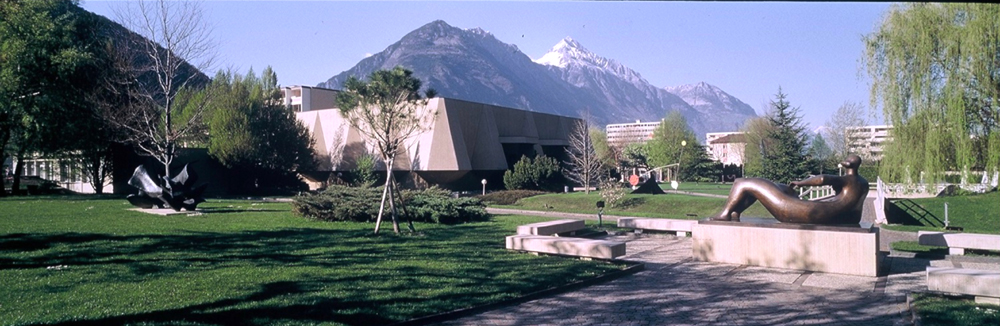
Het museum met het beeldenpark

In de beeldentuin zijn werken van alle grote beeldhouwers van de 20e eeuw te vinden, zoals van:
Arman, Jean Arp, Émile-Antoine Bourdelle, Constantin Brâncuși, Alexander Calder, César, Marc Chagall, Eduardo Chillida, Jean Dubuffet, Max Ernst, Aristide Maillol, Marino Marini, Joan Miró, Henry Moore, Antoine Poncet, Germaine Richier, Auguste Rodin,  François Stahly, Bernar Venet, Niki de Saint Phalle.